# Fondation Neva
 (avril 2017).
Pour les articles homonymes, voir Neva (homonymie).
La fondation Neva est une fondation suisse à but non-lucratif basée à Genève. Ses objectifs sont la promotion des échanges culturels, sportifs et scientifiques entre la Russie et l’Europe de l’Ouest.

## Historique
La fondation Neva est fondée en 2008, par l'oligarque russe Guennadi Timtchenko et sa femme Elena.

## Mission
La fondation Neva soutient de nombreux projets et événements culturels en Suisse afin de promouvoir la culture et les artistes russes,. Elle a, depuis sa création, développé des partenariats avec des institutions et événements culturels suisses.

## Projets et partenariats

### Projets culturels et artistiques
En 2010, la fondation s’est associée au Grand Théâtre de Genève pour financer et organiser une série de concerts de l’orchestre Mariinski de Saint-Pétersbourg, dirigé par le chef d’orchestre Valeri Guerguiev.
La fondation Neva est également partenaire du festival de Verbier, en proposant notamment des bourses pour permettre à des jeunes musiciens russes de se produire devant la « Verbier Academy ».
En novembre 2011, la fondation a aidé Petr Fomenko et la troupe du Fomenkis à jouer les pièces russes Loups et Brebis, ainsi que Le bonheur conjugal, au théâtre de Carouge, à Genève.
En 2013, la fondation Neva a lancé à Genève et Lausanne un nouveau festival de cinéma « Kino. Films de Russie et d’ailleurs », consacré à la production cinématographique actuelle des pays post-soviétiques, sous la direction artistique d'Elena Hazanov.
La fondation soutient également deux projets musicaux en France avec le concert de la lauréate du prix de la Fondation Neva au Verbier Festival en 2012, et celui d'Anastasia Kobekina lors de la cérémonie d’ouverture du forum de la Liberté et de la Solidarité le 4 juin 2014, dans le cadre du Mémorial de Caen à l’occasion du 70e anniversaire du débarquement.
La fondation Timtchenko et la fondation Neva contribuent à la tournée européenne de la cantatrice Cecilia Bartoli à l’occasion de la sortie de son nouvel album St Petersburg, paru le 13 octobre 2014.
La deuxième édition du festival de cinéma « Kino. Films de Russie et d’ailleurs » se déroule à Genève et Lausanne du 10 au 19 octobre 2014.
Enfin, deux projets de littérature voient le jour, Coup de soleil et autres nouvelles d'Ivan Bounine et un ouvrage sur les monastères rattachés au patriarcat de Moscou, Les Saintes Demeures de l'âme russe, présentant le travail photographique réalisé par Charles Xelot.

### Programmes sportifs
La fondation Neva organise également tous les ans en partenariat avec le Genève-Servette Hockey Club le Genève Futur Hockey Challenge, un tournoi international junior de hockey sur glace.
Le 1er mars 2014, La Fondation Neva est mise à l'honneur lors du match de hockey entre le Genève Servette Hockey Club et le Hockey Club Bienne. La Fondation Neva continue par ailleurs d'être le partenaire principal du Genève Futur Hockey Challenge,.
La Fondation soutient un événement international échiquéen, organisé par la FIDE, rassemblant des joueuses d’échecs de premier plan au niveau mondial et qualificatif pour le championnat du monde féminin prévu en 2015.
La Fondation Neva et le département de l’Instruction publique du canton de Genève ont conclu un partenariat portant sur l’enseignement des échecs dans les écoles durant le temps scolaire. La phase pilote du programme est lancée le 5 janvier 2015, encadrée par des professionnels du milieu échiquéen.

### Programmes scientifiques
La fondation Neva a également collaboré avec l’École polytechnique fédérale de Lausanne (EPFL). Le but de ce partenariat était de développer la recherche sur le diabète à travers un programme d’échanges entre l’Université de Perm et l’EPFL, qui permit également aux étudiants scientifiques russes de venir étudier en Suisse.

## Organisation
La fondation Neva est présidée par Elena Timtchenko.
Elle est dirigée depuis sa création par Delphine Duchosal.